# キリスト教の魂により見つめられるキリスト

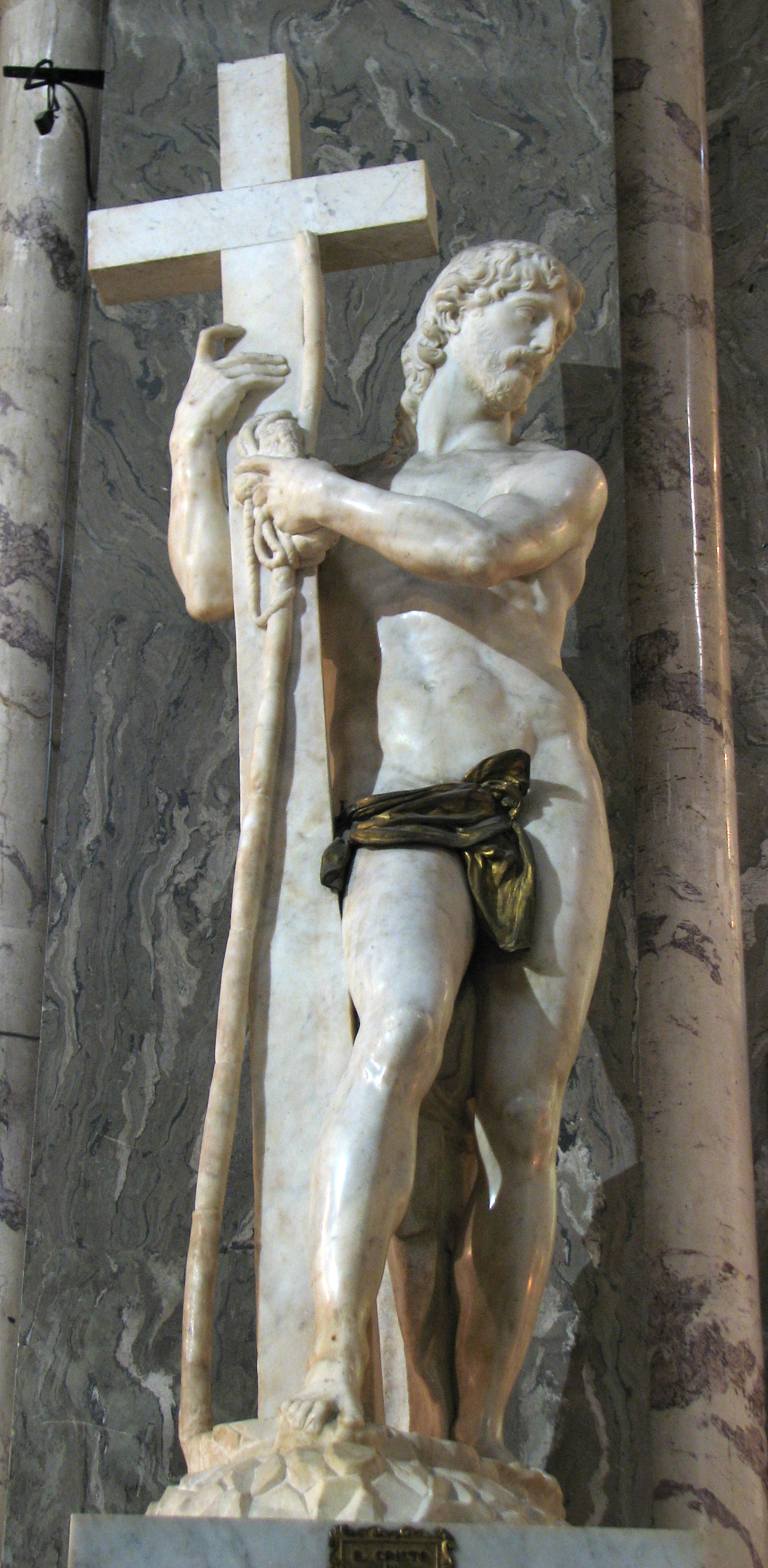
ミケランジェロ『復活したキリスト』 (1521年) 、サンタ・マリア・ソプラ・ミネルヴァ聖堂

『キリスト教の魂により見つめられるキリスト』(キリストきょうのたましいによりみつめられるキリスト、西: Cristo contemplado por el alma cristiana、英: Christ contemplated by the Christian Soul) は、バロック期のスペインの巨匠ディエゴ・ベラスケスがキャンバス上に油彩で制作した絵画である。おそらく画家が第一回目のイタリア滞在をする前の1628-1629年に制作されたが、1629-1630年のイタリア滞在中、あるいは、『ウルカヌスの鍛冶場』 (プラド美術館)、『ヨセフの衣を受けるヤコブ』 (エル・エスコリアル修道院) との様式的類似性からスペイン帰国直後に制作されたという見方もある。表されているのは、鞭打ちの後のイエス・キリストの姿である。作品は1883年以来、ロンドン・ナショナル・ギャラリー に所蔵されている。

## 作品
通常、「キリストの鞭打ち」を表す絵画は、キリストが執行人により鞭打たれている場面を取り上げるが、本作は執行人たちが立ち去った後の場面を描いている。柱につながれたキリストは首に紐が巻かれた状態で床に崩れ落ちたところである。彼の虚脱した身体、傾げた頭部、苦悩に満ちた表情は疲労と苦難を物語る。彼を鞭打った棒と鞭が前景に見える。惨劇の残虐性は、キリストの身体と柱に見える血によって仄めかされている。簡素な空間構成と深い影により、鑑賞者の視線はキリストに向かうが、彼の頭部は交差する対角線の中心、すなわち構図の中心に位置している。
キリストは、キリスト教の魂を表す少年 (少女) と守護天使により付き添われている。天使は身を屈めて、少年 (少女) がキリストの受難について思考するよう優しく導いている。少年 (少女) は跪き、祈りの形に両手を組んで、悲し気な表情でキリストを見つめる。これは、スウェーデンのビルギッタが体験した幻視の1つである。少年 (少女) の方を見るキリストの頭部からは、少年 (少女) の心臓の方に光線が放たれている。キリスト、天使、キリスト教の魂は滅多に絵画で組み合わされることはないが、ベラスケスが画業の初期を過ごした17世紀のセビーリャでは、フアン・デ・ロエラスらのわずかの画家がそのような絵画を制作した。
研究者のバルディは、本作の「苦悩の人キリスト」がグイド・レーニ風に理想化されているものの、サンタ・マリア・ソプラ・ミネルヴァ聖堂にあるミケランジェロの『復活したキリスト』 を想起させると提唱した。また、批評家たちは、天使がベラスケスの妻フアナ・パチェーコと際立って似ているとし、魂の寓意像も彼の娘の1人を実際に模したものだとみなしてきた。